# Eparquía de Faridabad
La eparquía de Faridabad (en latín: Eparchia Faridabadensis Syro-Malabarensium y en inglés: Syro-Malabar Catholic Eparchy of Faridabad) es una circunscripción eclesiástica de la Iglesia católica en India. Se trata de una eparquía siro-malabar, sufragánea de la archieparquía de Ernakulam-Angamaly. Desde el 6 de marzo de 2012 su eparca es el archieparca a título personal Kuriakose Bharanikulangara.

## Territorio y organización
La eparquía extiende su jurisdicción sobre los fieles católicos siro-malabares residentes en el Territorio de la Capital Nacional (Delhi) y en los estados de Haryana, Punyab, Himachal Pradesh y Jammu y Cachemira, así como en los distritos de Gautam Buddha Nagar y Ghaziabad del estado de Uttar Pradesh. El territorio coincide con el de 6 circunscripciones de rito latino: las arquidiócesis metropolitanas de Delhi y Agra, y las diócesis de Meerut, Jalandhar, Simla y Chandigarh y Jammu-Srinagar. De acuerdo a la interpretación de las autoridades de la eparquía, y también a las de la diócesis de Jammu-Srinagar, el territorio de ambas jurisdicciones abarcaría toda el área que India reclama a Pakistán y a la República Popular China en el conflicto de Cachemira. Está inmediatamente sujeta a la Santa Sede, excepto en cuestiones rituales y pastorales en las que está sujeta al archieparca mayor de Ernakulam-Angamaly.
La sede de la eparquía se encuentra en la ciudad de Faridabad, en donde se halla la Catedral de Cristo Rey.
En 2021 en la eparquía existían 74 parroquias agrupadas en 7 foranías y 12 estaciones misionales:
- Dilshad Garden Forane:
  - St. Francis of Assisi Forane Church en Dilshad Garden
  - Bl. John Paul II Parish en Indirapuram-Vaisali
  - Bl. Kunjacham Parish en Laxmi Nagar
  - St. Jude Parish en Shahibadad
- Faridabad Forane:
  - Krituraja Cathedral Church en Faridabad
  - Church of Nativity en Sanjoepuram, Chandpur
- Gurgaon Forane:
  - St. Mary's Parish en Ayanagar
  - Sacred Heart Forane Church en Gurgaon
  - St. Claret Parish en Gurgaon
  - Parish en Mahipalpur
- Karol Bagh Forane:
  - St. Jude Thadeus Church en Ashok Vihar
  - Mariam Thresia Parish en Burari
  - St. Augustine's Forane Church en Karol Bagh
  - Bl. Sacrament Church en Kingsway Camp-Old Delhi
  - St. Thomas Parish en Motiakhan
  - St. Padre Pio Parish en Rohini-Shabad
  - Nirmal Hriday Parish en Tagore Garden
- Mayur Vihar III Forane:
  - Parish en Greater Noida
  - St. Mary's Church Parish en Mayur Vihar Phase I
  - Parish en Mayur Vihar Phase II and I P. Exnt.
  - Forane Church en Mayur Vihar Phase III
  - St. Alphonsa Church Parish en Noida
- Okhla Forane:
  - Holy Family Church en Pusp Vihar, Neb Sarai
  - St. Joseph Church en Kalkaji
  - Little Flower Church en Lado Sarai
  - Our Lady of Fatima Forane Church en Okhla (Jasola)
  - St. Peter's Church en R. K. Puram
  - Mother Teresa Church en South Extension
  - Parish en Vasanthkunj
- Palam Forane:
  - St. Pius X Church en Dwarka
  - Bl. Kuriakose Elias Church en Harinagar
  - St. Thomas Church en Janakpuri
  - Sacred Heart Church en Najafgard
  - Infant Jesus Forane Church en Palam
  - St. Ephrem's Church en Vikaspuri

Estaciones misionales
- En Bernala, Patiala, Punyab
- Infant Jesus Mission Station en Mallanwala, Punyab
- En Kot-Ise Khan, Punyab
- En Le-Ledakh, Jammu y Cachemira
- Mary Matha Mission Station en Ludhiana, Punyab
- Mission Station en Shimla, Himachal Pradesh
- En Mohali, Chandigarh
- En Sonipat, Haryana
- St. Joseph's Mission Station en Muduki, Punyab
- St. Mary's Mission Station en Panniwala, Punyab
- St. Thoma's Mission Station en Chandigarh
- En Zira, Punjab

## Historia
Los fieles siro-malabares residentes en la India fuera del territorio propio de la Iglesia archiepiscopal mayor fueron confiados a visitadores apostólicos antes de la erección de la eparquía: 1) el archieparca de Changanacherry, Antony Padiyara, desde el 8 de septiembre de 1978 hasta el 23 de abril de 1985; 2) el eparca de la eparquía de Bijnor, Gratian Mundadan, desde el 15 de julio de 2006 hasta el 6 de marzo de 2012.
En 2003 el arzobispo de Delhi creó 6 parroquias personales para los siro-malabares en su arquidiócesis (Faridabad, Mayurvihar-Trilokpuri, Palam-Janakpuri-Dwarka, Pushpvihar-Hauz Khas, Sanjoepuram, Vikaspuri-Harinagar). El 15 de junio de 2005 creó otras 8 parroquias personales (Alaknanda, Ashokvihar-Rohini, Dilshad Garden, Dwarka, Gurgaon-Kanhai, Harinagar, Okhla, R.K. Puram). El 23 de julio de 2006 fue creada otra en Gurgaon y el 1 de agosto de 2007 fueron establecidas otras 8 parroquias personales (Karol Bagh, Geetha Colony, Tagore Garden, Radio Colony, Burari, Lado Sarai, Rohini Sector III, Sagarpur).
La eparquía fue erigida el 6 de marzo de 2012 con la bula Ad aptius consulendum del papa Benedicto XVI. Previamente los fieles siro-malabares de esta región de la India dependían de las misiones siro-malabares de las diócesis de rito latino.

Ad aptius consulendum spirituali bono atque regimini Christifidelium Syro-Malabarensium degentium in regione septemtrionali Indiae, quae comprehendit urbem principem Delhiensem necnon civitates Haryana, Punjab, Himachal Pradesh, Jammu Kashmir et provincias Gautambuddhanagar ac Ghaziabad ad civitatem Uttar Pradesh pertinentes, opportunum est visum pro iisdem Eparchiam condere. Audito igitur Venerabili Fratre Nostro S.R.E. Cardinale Praefecto Congregationis pro Ecclesiis Orientalibus, suprema Apostolica auctoritate constituimus Eparchiam Faridabadensem Syro-Malabarensium cum omnibus iuribus atque obligationibus, cuius sedem ponimus in urbe Faridabad. Eius autem constitutio et administratio ad normas Codicis Canonum Ecclesiarum Orientalium fient. Quae vero iussimus ad effectum rite adducantur deque absoluto negotio sueta documenta exarentur et ad Congregationem pro Ecclesiis Orientalibus mittantur.

## Estadísticas
Según el Anuario Pontificio 2022 la eparquía tenía a fines de 2021 un total de 175 000 fieles bautizados.
| Año                                                                             | Población | Población | Población      | Sacerdotes | Sacerdotes | Sacerdotes | Católicos por sacerdote | Diáconos permanentes | Religiosos | Religiosos | Parroquias y cuasiparroquias |
| Año                                                                             | Católicos | Total     | % de católicos | Total      | Diocesanos | Regulares  | Católicos por sacerdote | Diáconos permanentes | Masculinos | Femeninos  | Parroquias y cuasiparroquias |
| ------------------------------------------------------------------------------- | --------- | --------- | -------------- | ---------- | ---------- | ---------- | ----------------------- | -------------------- | ---------- | ---------- | ---------------------------- |
| 2012                                                                            | ?         | ?         | ?              | 44         | 22         | 22         | ?                       |                      | 72         | 150        | 23                           |
| 2013                                                                            | ?         | ?         | ?              | 44         | 22         | 22         | ?                       |                      | 72         | 150        | 23                           |
| 2016                                                                            | 152 000   | ?         | ?              | 99         | 41         | 58         | 1535                    |                      | 58         | 820        | 69                           |
| 2019                                                                            | 164 934   |           |                | 118        | 55         | 63         | 1397                    |                      | 63         | 950        |                              |
| 2021                                                                            | 175 000   | ?         | ?              | 95         | 32         | 63         | 1842                    |                      | 63         | 1040       | 74                           |
| Fuente: Catholic-Hierarchy, que a su vez toma los datos del Anuario Pontificio. |           |           |                |            |            |            |                         |                      |            |            |                              |

## Episcopologio
- Kuriakose Bharanikulangara (archieparca a título personal), desde el 6 de marzo de 2012